# Spitzwinkel-Bindenspanner

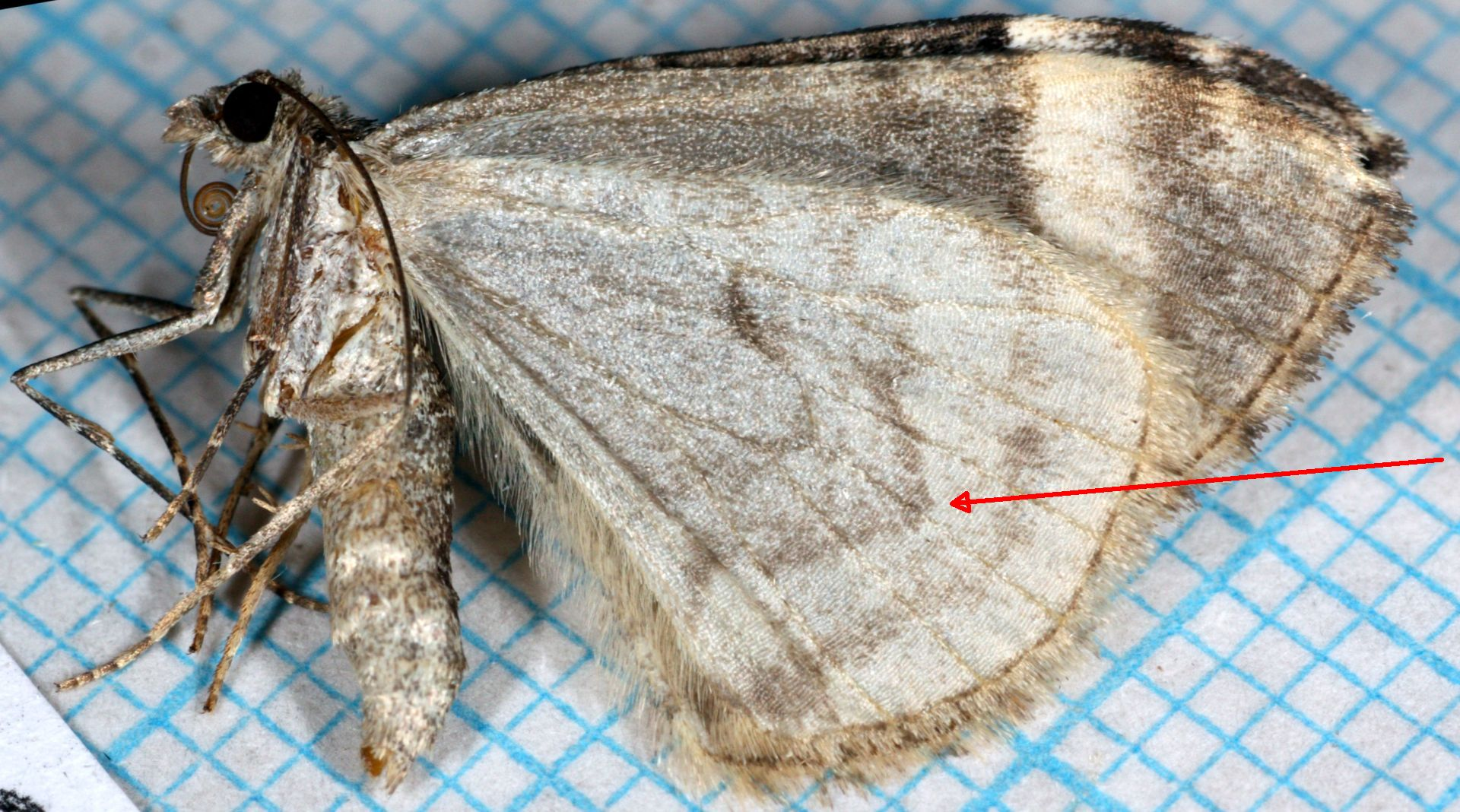
Dysstroma citrata

Der Spitzwinkel-Bindenspanner (Dysstroma citrata, Syn.: Chloroclysta citrata), auch Buschhalden-Blattspanner genannt, ist ein Schmetterling (Nachtfalter) aus der Familie der Spanner (Geometridae).

## Merkmale

### Falter
Die Flügelspannweite der Falter reicht von 23 bis zu 31 Millimetern. Bei den farblich außerordentlich variablen Tieren kann das Mittelfeld der Vorderflügel weißliche, graue, schwarze oder braune Tönungen zeigen. Stark verdunkelte Formen sind gebietsweise vorherrschend. Charakteristisch ist die spitz und weit hervortretende Postmediallinie auf den Vorderflügeln, die die Wellenlinie meist erreicht oder unterbricht. Eine Gegenüberstellung der Unterscheidungsmerkmale zum sehr ähnlichen Möndchenflecken-Bindenspanner (Dysstroma truncata) siehe dort. Über den Artenkomplex  truncata-citrata sowie deren Farbvariabilität ist bereits im 20. Jahrhundert ausführlich und teilweise kontrovers berichtet worden.

### Raupe, Puppe
Erwachsene Raupen sind hellgrün gefärbt, haben eine annähernd zylindrische Form sowie eine stumpfe Afterklappe.
Die Puppe ist von grüner Farbe, zeigt weißliche Flügelscheiden und besitzt einen braunen, stumpf gerundeten Kremaster.

## Synonyme
Neben Chloroclysta citrata zählen zu weiteren Synonymen auch die Folgenden:
- Larentia immanata
- Cidaria citrata

## Geographische Verbreitung und Vorkommen
Die Art ist von Europa durch die gemäßigte Zone Asiens über Nordwest-China, die Mongolei bis nach Ostasien verbreitet. Sie fehlt in Portugal, auf den Mittelmeerinseln sowie in Griechenland. Im Norden kommt sie in Skandinavien noch bis Lappland sowie auf Island und den Färöer-Inseln vor.  Außerdem wurden Vorkommen in Nordamerika und Indien gemeldet. In den Alpen steigt sie bis auf eine Höhe von etwa 2400 Metern. Der Spitzwinkel-Bindenspanner bewohnt bevorzugt gebirgige Gegenden, Bergwälder, buschige Hänge und Moorgebiete.

## Lebensweise
Die nachtaktiven Falter fliegen von Juli bis Oktober in einer Generation. Sie besuchen künstliche Lichtquellen sowie Köder.  Die Raupen findet man von Mai bis Juli. Zu ihrer Nahrung zählen insbesondere die Blätter der Heidelbeere (Vaccinium myrtillus), aber auch von Weiden (Salix), Birken (Betula) und anderen meist niedrigen Pflanzen. Die Art überwintert als Ei.

## Gefährdung
Der Spitzwinkel-Bindenspanner kommt in allen deutschen Bundesländern vor und wird auf der Roten Liste gefährdeter Arten als nicht gefährdet geführt.